# Општина Сеимени (Констанца)
Сеимени (рум. Seimeni) општина је у Румунији у округу Констанца.
Oпштина се налази на надморској висини од 41 m.